# Irish Glen of Imaal-terrier
Irish Glen of Imaal-terrier er som navnet siger en terrier som stammer fra området Glen of Imaal, som er en lille dal i Wicklow Mountains ved Wicklow, Irland i den sydøstlige del af Irland. Hundefolk kalder den ofte en «glen».

## Oprindelse og alder
Ingen ved med sikkerhed, hvor gammel denne hunderacen er, men en terrier fra Glen of Imaal er nævnt i kilder fra så tidligt som 1575. Det er lidt usikkert om det netop er denne hunderace, der omtales, men oprindelsen kan tænkes at stamme fra en eller flere terriertyper, som fandtes i dette distrikt fra før eller omkring 1700-tallet. Bønder i dette område fik deres jord som betaling for deres tjeneste som soldat. Det har været et barsk område og hundene har været på hårdt arbejde, hvor kun de bedste fik lov til at leve videre. Når man først senere hører om racen, så skyldes det formentlig, at det var en hunderace for småbønderne og derfor ikke en hunderace, der interesserede det bedre borgerskab, som på det tidspunkt var dem, der havde tid til hundeudstillinger.
Den moderne historie begynder imidlertid i 1930'erne. Den irske kennelklub anerkendte racen første gang i 1934 da P.J. Donoghue udstillede en hund af denne race i Irland. I Storbritannien blev racen registreret af The Kennel Club først i februar 1958, men der skulle gå mange år før den fik sin egen racestandard. I Danmark udstedte Dansk Kennel Klub i 1975 den første danske racestandard for hunderacen.

## Udseende, anatomi og fysik
Glen bliver ofte omtalt som en «stor hund fanget i en lille krop». Skulderhøjden er ca. 35 cm og vægten ligger normalt omkring 16 kg. Det er en langstrakt og kortbenet hund med en ofte lidt strid, men alligevel blød pels. Den 

## Anvendelse
Glen blev formentlig oprindelig avlet som en gårdhund. Den har med stor sikkerhed fungeret som en staldhund hos bønderne, og har derfor et godt vagthundeinstinkt. I dag er racen imidlertid først og fremmest en hyggelig og livlig familiehund, selv om den også har en række andre brugshundegenskaber som kan udnyttes. Dens pågående og energiske natur gør den også egnet til flere former for hundesport. Man skal heller ikke glemme at denne hund fortsat er en god jagthund, specielt til  rotter og mus. Den har en nærmest lydløs jagtform. Den har et meget kraftigt bid og blev tidligere specielt anvendt til at gå ned i grævlingehuler og trække grævlingen op.

## Sind og væremåde
En glen er en meget god familiehund. Den er energisk og livlig, men tolerant og venlig. Da det er en terrier, så må man alligevel regne med at det er en hund som «tænker selv». Den kan altså være lidt stædig. Man må forvente lidt pelspleje, specielt taget i betragtning at den på grund af størrelsen let får skidt på sig. Den håndtrimmes 1-2 gange om året. Den skal aktiviseres både fysisk og psykisk for at trives, og passer derfor bedst til lidt aktive mennesker.